# Борыня
Бо́рыня (укр. Бориня) — посёлок в Карпатах, в Самборском районе Львовской области Украины. До 1981 года − село Бориня, однако на многих картах до сих пор присутствует старое название Бориня. Административный центр Борынской поселковой общины.

## Описание
Первое письменное упоминание о Борыне относится к 1552 году.
Расположена в западной части Украинских Карпат, неподалёку от р. Стрый, над её левым притоком речкой Борынькой, в 14 км от районного центра, в 6 км от железнодорожной станции Нижняя Яблонька.
Через село проходит шоссейная дорога Львов — Ужгород.
К посёлку примыкает хутор Штуковец.
В Борыне находятся: каменная автокефальная православная церковь Святого Духа, построенная в 1912 г., которая содержит элементы романского стиля.
Римско-католический костел 1879 г.
На средства немецких переселенцев в 1879 г. здесь был сооружен каменный однонефный костел св. Роха, уничтоженный в 1965. Сейчас на месте старого отстраивается новый костел св. Роха.
В селе в XIX в. была построена синагога, просуществовавшая до начала Второй мировой войны и уничтоженная фашистами. После войны она не была восстановлена.
В Борыне находится администрация Регионального ландшафтного парка «Надсанский».

## Известные уроженцы
- Шкитак, Антин — украинский националист, военнослужащий батальона Нахтигаль, один из организаторов Украинской народной самообороны.

Церковь Святого Духа в Борыне